# Egone atrisquamata
Espèce
Egone atrisquamata est une espèce de lépidoptères (papillons) de la famille des Erebidae. On la trouve en Australie.

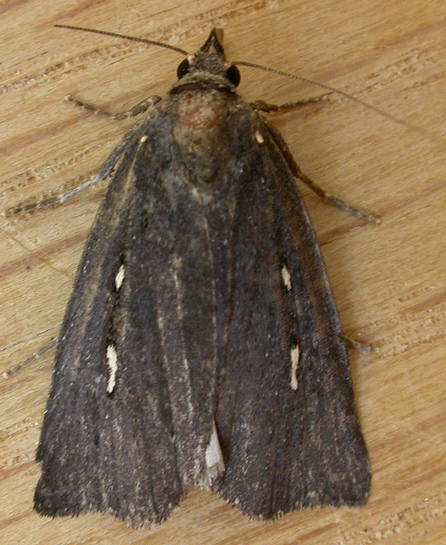
Imago en vue dorsale.